# Vierge Aldobrandini
Ne doit pas être confondu avec La Madone Aldobrandini.
La Vierge Aldobrandini (en italien, Madonna col Bambino tra i santi Giovannino e Caterina soit La Vierge à l'Enfant avec le petit saint Jean et sainte Catherine), est une peinture à l'huile sur toile réalisée par Le Titien vers 1530 et conservée à la National Gallery de Londres. Il existe des copies d'atelier à la Galerie Palatine de Florence et au Kunsthistorisches Museum de Vienne.

## Histoire
Frizzoni proposa d'identifier cette Madone avec celle mentionnée en 1532 par Marcantonio Michiel dans la maison vénitienne d'Andrea Odoni (sujet d'un portrait de Lorenzo Lotto), tandis que Tietze pensait qu'il s'agissait de l'un des trois tableaux commandés au Titien par Federico Gonzaga en 1530. Il se trouvait dans la sacristie du Monastère de l'Escurial en Espagne avant d'arriver à Paris au XIXe siècle. Il passa ensuite par les collections Beaucousin et Coesvelt avant d'être acheté par la National Gallery en 1860.

## Description
Autant la figure du petit saint Jean le Baptiste est reconnaissable à ses attributs (long bâton croisé et peau de bête), autant celle de sainte Catherine d'Alexandrie laisse dubitatif (pas de roue dentée de son martyre). D'aucuns y voient plutôt la figure d'une donatrice.

## Source de traduction
- (en) Cet article est partiellement ou en totalité issu de l’article de Wikipédia en anglais intitulé « Aldobrandini Madonna (Titian) » (voir la liste des auteurs).